# 国际色彩日
国际色彩日（英語：International Colour Day）是每年3月21日举行色彩庆祝活动的节日。
这一节日由国际色彩协会（法語：Association Internationale de la Couleur，AIC）设立。该协会由30多个国家的色彩组织成员代表组成。

## 历史
2008年，葡萄牙色彩协会主席Maria Joao Durao向国际色彩协会首次提出采用全球色彩日。该提案于 2009 年在由国家色彩组织和代表30多个国家的成员组成的AIC成员中达成一致。
国际色彩日被定为3月21日。选择这个日期是因为它在春分前后，“太阳直接照在赤道上”，因此，全世界白天和黑夜的持续时间大致相等。

## 标识
2012年国际色彩协会临时会议期间，国际色彩日的国际标志设计竞赛在中华民国台北市举行。正如香港获奖设计师Hosanna Yau所说，“两个圆圈组成一个眼睛，彩虹色和黑色的一半代表光明和黑暗，白天和黑夜，每个人都在国际色彩日大饱眼福。”

## 活动
国际色彩日开展的一些活动和事件：
- 艺术展览、建筑项目、设计、装饰、时尚[6]。
- 会议、辩论、科学活动。
- 对成人和儿童颜色和灯光应用的研讨会。
- 色彩和灯光设计比赛。
- 穿着代表国家或地区身份的颜色。

AIC成员：
- 澳大利亚 — 澳大利亚色彩协会[9]
- 比利时 — 比利时跨学科色彩协会[10]
- 巴西 — Associação ProCor do Brasil [11]
- 加拿大 — 加拿大色彩研究协会[12]
- 智利 — 智利色彩协会[13]
- 克罗地亚——克罗地亚色彩协会与萨格勒布大学合办[8]
- 芬兰 — 芬兰色彩协会 (  ) [14]
- 法国 — 法国中心[14]
- 匈牙利 — 匈牙利国家色彩委员会[7]
- 意大利 — Gruppo del Colore – Associazione Italiana Colore[15]
- 日本 — 日本色彩科学协会[14]
- 韩国 — 韩国色彩研究会[16]
- 荷兰 — Kleur en visie[17]
- 挪威 — FORUM FARGE[18]
- 葡萄牙 — 葡萄牙色彩协会 (  ) [7]
- 俄罗斯 — 俄罗斯色彩协会[7]
- 斯洛文尼亚 — 斯洛文尼亚色彩协会[8]
- 西班牙 —阿利坎特大学理学院[19]
- 瑞典 — 瑞典色彩中心基金会[20]
- 中华民国 — 中华色彩学会[14]
- 英国 — The Colour Group[21]
- 美国 — 跨社会色彩委员会[22]